# Uddens stenbrott
Uddens stenbrott är ett granitstenbrott i Sotenäs kommun.
Omkring 1885 startades stenbrytning på Udden i Hunnebostrand. Många framstående byggnadsverk har utförts här. De fyra granitpelarna till universitet i Göteborg gjordes här 1905. Även urnorna till centralposthuset i Göteborg höggs här 1925. Statyn av Christopher Polhem utfördes här 1952. Statyn skänktes av 98 industriföretag i Göteborgs kommun på 200-årsdagen av Polhems död.
1890 etablerade sig den norska firman J.A. Nielsen i Hunnebostrand och startade stenbrytning på Udden. Efter några år av dålig lönsamhet lades verksamheten ner 1968.
År 1979-82 skrev Terje Fredh en pjäs i samarbete med skådespelaren  och  regissören Sonny Johnson vid Bohusteatern. Pjäsen skildrade stenhuggeriet 1908-09, de år då stenindustrin lamslogs av strejker. 125 skådespelare, alla amatörer, medverkade. Under de fyra år som pjäsen spelades i stenbrottet  med  stor  framgång sågs den av 29600 besökare, däribland Olof Palme och Kjell-Olof Feldt. 